# No vale la pena
No vale la pena (spanisch für „Es ist den Kummer nicht wert“) ist ein Lied des mexikanischen Singer-Songwriters Juan Gabriel, das 1983 sowohl auf seinem Album Todo als auch auf Single (mit Caray auf der B-Seite) erschien.

## Inhalt
In dem Lied erzählt der Protagonist von einer Liebesbeziehung, die ihn nicht zufriedenstellt. Denn es ist ihm bewusst, dass sein Partner ihn einfach zu wenig liebt: Porque es muy poquito. Eso no me llena, no me suficiente. Quiero otro tantito. (Denn es ist sehr wenig. Es erfüllt mich nicht, es ist mir nicht genug. Ich will mehr.).

## Coverversionen
Das Lied wurde unter anderem von Rocío Dúrcal auf ihrem 1987 publizierten Album Canta once grandes éxitos de Juan Gabriel und von The Mavericks auf ihrem 2020 veröffentlichten spanischsprachigen Album En Español gecovert.
Weitere Coverversionen existieren unter anderem von Pepe Aguilar und Los Ángeles Azules.